# 观音溪镇
观音溪镇，是中华人民共和国四川省广安市华蓥市曾经下辖的一个镇。2019年12月，撤销观音溪镇，将其所属行政区域划归高兴镇管辖。

## 行政区划
观音溪镇撤销前下辖以下地区：
金光社区、李子垭社区、高桥村、凤真院村、过江村、大屋嘴村、田坝子村、李子垭村、紫铜观村、高坪村、骑龙村和跳石沟村。